# Арберани
Арберани (арм. Արբերանի) — гавар области Васпуракан Великой Армении. Расположен в 20-25 км к северо-востоку от озера Ван. Столица - город Беркри.
В ранее средневековье область гава принадлежал армянскому дворянскому роду Гнуни, а с VIII века перешёл под власть арабского племени Усмани. С 886 года Арберани вошёл в состав армянского царства Багратидов.

## Внешние ссылки
- К ГЛАВЕ 44